# Georges Grün
Georges Serge Grün (Schaerbeek, 25 de janeiro de 1962) é um ex-futebolista belga que atuava como zagueiro. Também trabalhou como comentarista esportivo.

## Carreira de jogador
Formado na base do Anderlecht, Grün jogou 9 temporadas pelos Mauves entre 1982 e 1990, tendo conquistado 4 vezes o Campeonato Belga (3 deles seguidos, entre as temporadas 1984–85 e 1986–87), a Copa da UEFA de 1982–83, 2 Supercopas e 2 Copas nacionais em sua primeira passagem pela equipe.
Em 1990, foi contratado pelo Parma, sendo um dos primeiros reforços dos Crociati, então financiados pela Parmalat e que estreariam na Série A italiana, formando o trio estrangeiro do clube juntamente com o goleiro brasileiro Taffarel e o atacante sueco Tomas Brolin. Nas 4 temporadas em que atuou pelo Parma, o zagueiro (que também atuava como líbero ou lateral-direito) venceu uma Copa da Itália, a Taça dos Clubes Vencedores de Taças de 1992–93 e a Supercopa Europeia de 1993. Sua última temporada foi prejudicada por problemas físicos, deixando o Parma após o final de seu contrato, voltando ao Anderlecht em 1994. A segunda passagem do jogador pelos Mauves durou até 1996, e Grün voltou ao futebol italiano para defender a Reggiana.
Em um elenco de poucos destaques (as exceções eram o goleiro Marco Ballotta, o também zagueiro Filippo Galli, os meias Max Tonetto, Fernando De Napoli e Ioan Sabău e os atacantes Adolfo Valencia e Igor Simutenkov), Grün não evitou a queda de La Regia para a Série B na condição de lanterna, 18 pontos atrás do Piacenza (primeiro time fora da zona de rebaixamento) e não recebeu nenhum pagamento entre fevereiro e maio de 1997, antes de encerrar a carreira aos 35 anos.

## Seleção Belga
Tendo estreado pela Seleção Belga contra a Iugoslávia na Eurocopa de 1984, marcou seu primeiro gol neste jogo, que terminou com vitória dos Diables Rouges por 2 a 0, sendo conhecido também por ter marcado o gol que classificou a seleção para a Copa de 1986, na repescagem contra os Países Baixos. Na competição disputada no México, ficou de fora apenas da estreia, contra a seleção anfitriã, e ajudou a Bélgica a terminar na quarta posição.
Grün ainda jogou a Copa de 1990 (enfrentando Uruguai e Inglesa), e mesmo com problemas físicos, o técnico Paul Van Himst convocou o jogador para a Copa de 1994, marcando um gol na derrota por 3 a 2 para a Alemanha, nas oitavas-de-final. O zagueiro disputaria seus 3 últimos jogos pela seleção em 1995, todos pelas eliminatórias da Eurocopa de 1996, encerrando a carreira internacional com 77 partidas e 6 gols marcados.

## Pós-aposentadoria
Após deixar os gramados, Grün optou em não seguir carreira de treinador (embora possua um diploma para exercer a função) e tornou-se comentarista da filial belga do Canal+ antes de migrar para a RTL-TVI, onde permaneceu até 2021, quando anunciou sua despedida após o jogo entre Chelsea e Real Madrid (válido pela Liga dos Campeões da UEFA de 2021–22) e foi homenageado por jogadores, treinadores e outros comentaristas. Foi também um dos ex-jogadores que assinaram uma petição para salvar o Parma da falência em 2015, mas a iniciativa não deu resultado e a equipe voltaria à Série A apenas em 2018.
Em 2023, mudou-se para a República Dominicana, onde trabalha como guia de pescadores.

## Vida pessoal
Em fevereiro de 1993, o zagueiro perdeu sua filha Victoria, então com 3 meses de idade e que havia nascido de forma prematura, após uma parada cardíaca.

## Títulos
Anderlecht
- Campeonato Belga: 1980–81, 1984–85, 1985–86, 1986–87
- Copa da UEFA: 1982–83
- Copa da Bélgica: 1987–88, 1988–89
- Supercopa da Bélgica: 1985, 1987
- Jules Pappaert Cup: 1983, 1985[14]
- Bruges Matins: 1985, 1988[15]

Parma
- Copa da Itália: 1991–92
- Taça dos Clubes Vencedores de Taças: 1992–93
- Supercopa Europeia: 1993